# USS O-12 (SS-73)
USS O-12 (SS-73) — подводная лодка класса «O» ВМС США. Подводные лодки класса «O» от «O-11» до «O-16», были построены «Лейк Торпедо Боут» (англ. Lake Torpedo Boat Company) в соответствии с техническими требованиями, отличающимися от требований к более ранним лодкам, построенным компанией «Электрик Боут». Они обладали худшими качествами по сравнению с лодками, построенными «Электрик Боут», и иногда их выделяют в отдельный класс. Подводная лодка «O-12» вступила в строй в 1918 году и была выведена из эксплуатации уже в 1924 году. В 1930 году подводная лодка была сдана в аренду для использования в исследованиях Арктики. После завершения экспедиции, в ноябре 1931 года подводная лодка была затоплена вблизи побережья Норвегии.

## В военно-морском флоте США
Подводная лодка «O-12» была заказана 3 марта 1916 года. Киль заложен 6 марта 1916 года компанией «Лейк Торпедо Боут» в Бриджпорте, штат Коннектикут. Подводная лодка была спущена на воду 29 сентября 1917 года, крёстной матерью корабля стала госпожа Маргарита Т. Оуингс, жена политика Гомера Каммингса. Лодка была введена в эксплуатацию 18 октября 1918 года под командованием лейтенант-коммандера Дж. Э. Остина (англ. J. E. Austin). «O-12» провела большую часть своей службы в составе Первой дивизии подводных лодок в Коко-Соло, в зоне Панамского канала. В 1921 году была награждена вымпелом боевой эффективности и призом за артиллерийскую и торпедную стрельбу. Была выведена из эксплуатации 17 июня 1924 года, всего через пять с половиной лет службы, и передана военно-морской верфи Филадельфии на хранение.

## В арктической экспедиции Уилкинса—Эллсуорта
Австралиец Джордж Хьюберт Уилкинс развил идею подлёдного плавания на подводной лодке и, разработав план экспедиции с всплытием на Северном полюсе, заручился поддержкой американского миллионера Линкольна Эллсуорта. Экспедиции были поставлены две цели: успешно пройти через полюс погружаясь под льдины и провести научные эксперименты, метеорологические наблюдения на воде и на льду. Уилкинс предполагал, если получится, всплыть на полюсе, затем перейти к берегам Аляски.
Для реализации поставленной цели Уилкинс вошёл в соглашение с фирмой «Лейк и Даненхауер» (англ. Lake & Danenhower, Inc.) в Бриджпорте, штат Коннектикут. Эта компания взяла у Совета по судоходству США (англ. U. S. Shipping Board) в пятилетнюю аренду списанную подводную лодку «O-12» и подрядилась подготовить её к экспедиции. В соответствии с Лондонским морским договором бывшая боевая подводная лодка подлежала уничтожению. Военно-морской флот, видимо, не нашёл аргументов против такого изощрённого способа выполнить условие договора. Стоимость аренды подводной лодки составила один доллар в год, но был внесён денежный залог в $20000.
Слоун Даненхауер (англ. Sloan Danenhower), бывший лейтенант-коммандер (капитан-лейтенант) ВМС США, сын Джона Уилсона Даненхауэра (англ. John Wilson Danenhower), служившего на борту военного корабля США «Жаннетт» (англ. USS Jeannette) во время арктической экспедиции, получил все права командира, кроме того ему принадлежало право набора экипажа. Около 2000 человек подали заявления о своем желании принять участие в экспедиции. Среди них было много военных моряков, служивших ранее под командой Даненхауера. Экипаж «O-12» состоял всего из двух офицеров и тринадцати человек команды, не считая Уилкинса, радиотелеграфиста и учёных.
Работы по переоборудованию подводной лодки производились на верфи Матис (англ. Mathis Shipyard) в Камдене (англ. Camden), штат Нью-Джерси. Стоимость работ составила $250000.
Были перебраны машины, аккумуляторные батареи заменены новыми, установлены гирокомпас, эхолот и лебёдка для гидрографических работ. Саймон Лейк придумал множество усовершенствований. Старое ограждение рубки было срезано на половину высоты, а перископ был заменён новым, который можно было убирать вниз при погружении лодки под лёд. Надстройку (надводный борт) увеличили по высоте вдвое и устроили в ней отсеки с иллюминаторами. Нос подводной лодки усилили сталью и бетоном и приделали к нему бушприт. Были устроены поднимающаяся рубка с ледовым буром и с возможностью выхода человека на лёд, раздвижная труба с ледовым буром для просверливания воздушного хода через лёд; раздвижная выхлопная труба с ледовым буром, гидравлический подъёмник, по типу троллейбусного, «скользящий» по дну ледяного поля, шлюзовая камера для выхода водолаза на палубу в подводном положении. Торпедный отсек был переоборудован в камеру для спуска в воду и подъёма забортного оборудования (англ. moon pool). Когда водонепроницаемая дверь в отсек была закрыта и давление в отсеке уравнялось с забортным, можно было открыть люк и спустить научные инструменты.
16 марта начался переход на Бруклинскую верфь в Нью-Йорке. Подводная лодка задержалась в реке Делавэр на Филадельфийской верфи из-за снежного шторма и сделала остановку у причала Техасской нефтяной компании (англ. Texas Oil Company) в Маркус Хук (англ. Marcus Hook) для заправки топливом.
23 марта подводная лодка прибыла на Бруклинскую верфь. При входе в Нью-Йоркскую гавань (англ. New York Harbor) случилось первое происшествие в цепи инцидентов и проблем, которые преследовали лодку до завершения экспедиции. Один из членов экипажа, Уиллард Гриммер (англ. Willard I. Grimmer) 27 лет, упал за борт и утонул.
24 марта 1931 года подводную лодку переименовали в «Наутилус». Из-за «сухого закона» её «окрестили» не традиционной бутылкой шампанского, а ведром с кубиками льда. «Крёстной» стала леди Сюзанна Беннетт Уилкинс (англ. Suzanne Bennett Wilkins), жена сэра Хьюберта. На церемонии присутствовал Жан-Жюль Верн (фр. Jean Jules Verne), внук французского писателя Жюля Верна.
Перед началом экспедиции подводная лодка прошла испытания, включая погружение на 90-футовую глубину, но многочисленные усовершенствования не были должным образом проверены. Впоследствии выяснилось, что ледовый бур никуда не годился.
Когда 4 июня 1931 года «Наутилус» отправился из Провинстауна в Европу, отставание от запланированного графика уже составило два месяца. Поэтому драматическая встреча на Северном полюсе с немецким дирижаблем «Граф Цеппелин» была отменена. На переходе через Атлантический океан «Наутилус» попал в сильнейший шторм. 13 июня, вышел из строя дизельный двигатель левого борта. 14 июня, вышел из строя дизельный двигатель правого борта, был подан сигнал бедствия, на который отозвался линкор «Вайоминг», находившийся в учебном походе с курсантами на борту. 15 июня подводная лодка была взята линкором на буксир и приведена 22 июня в Ков в Ирландии. Затем её отбуксировали в Девонпорт в Англии. Там лодку поставили в сухой док, отремонтировали и произвели ряд изменений, доставив запасные части из Америки. Ремонт занял четыре недели, с 27 июня по 28 июля, вместо одной недели, как было сперва намечено. 15 июля лодку в доке осмотрел Принц Уэльский.
В субботу 1 августа «Наутилус» пришвартовался в военно-морской базе Маринхольмен (норв. Marineholmen) в Бергене. Здесь к экипажу присоединились научный руководитель Xаральд Свердруп и его помощники Флойд Сауль (англ. Floyd M. Soule) и Бернард Виллингер (нем. Bernhard Villinger). Командор-капитан Королевского норвежского военно-морского флота Танк-Нильсен (норв. Tank-Nielsen), осмотрев подводную лодку, предупредил Свердрупа, чтобы он не отправлялся в длительное плавание подо льдом даже при благоприятных условиях. При отплытии из Бергена на борту находились 22 человека. Американского повара, оказавшегося слишком толстым для работы на подводной лодке, заменил норвежский повар.
«Наутилус» покинул Берген 5 августа. После остановки в Скьервёй (норв. Skjervøy) 12 августа подводная лодка отплыла на Шпицберген. Через три дня «Наутилус» достиг устья Ис-фьорда. Сразу после того, как «Наутилус» миновал Даудманнсойру (норв. Daudmannsøyra), оба дизельных двигателя вышли из строя и лодка прошла Ис-фьорд на электродвигателях. К счастью, это был последний раз, когда оба дизеля вышли из строя одновременно. В Лонгйире машины были отремонтированы. Во вторник 18 августа «Наутилус» покинул Лонгйир. 19 августа в шесть часов вокруг было столько льда, что пришлось остановить движение. Лодка была плохо приспособлена для работы в условиях сильного холода, не хватало теплоизоляции и обогревателей. Система пресной воды замерзла, корпус медленно протекал.
Через десять дней, 28 августа, «Наутилус» достиг 81º59' градуса с. ш. — самой северной точки, которую когда либо достигало судно, отправившееся от Шпицбергена своим ходом. При приготовлении к погружению было обнаружено отсутствие горизонтальных рулей, вероятно оторванных льдом (Уилкинс распространял версию о саботаже). Без горизонтальных рулей подводная лодка не могла управляться по глубине в подводном положении. Даненхауэр, создав дифферент на нос, после нескольких безуспешных попыток «загнал» лодку под льдину. При «нырянии» были повреждены радиоантенны, их ремонт занял несколько дней.
Вскоре Уилкинс понял опасность дальнейшего пребывания среди льдов и «Наутилус» возвратился в Лонгйир, где учёные сошли на берег и на пароходе «Ингер Элизабет» (норв. Inger Elisabeth) отправились в Берген. «Наутилус» с 8 по 12 сентября находился в Лонгйире пока план возвращения в США через Исландию или Ньюфаундленд не был отвергнут, после чего «Наутилус» направился в Берген. 15 сентября подводная лодка сделала остановку для ремонта двигателя у деревни Аннёй (норв. Andøy) и прибыла в Берген 20 сентября.
Во время плавания на борту подводной лодки находились несколько тысяч писем, предназначенных адресатам, оплатившим их отправку из разных точек маршрута экспедиции.
21 сентября экипаж был рассчитан (не сполна) и распущен. Вскоре поступило распоряжение от властей Соединённых Штатов о судьбе «Наутилуса». Поскольку подводная лодка не могла быть возвращена арендодателю, 20 ноября её отбуксировали вниз по Бюфьорду (норв. Byfjorden) и затопили на глубине 347 м (1138 футов).
В 1981 году «Наутилус» был обнаружен управляемым дистанционно подводным аппаратом компании Sjøteknikk A/S. В 2005 году «Наутилус» был вновь обнаружен гидролокатором и в сентябре осмотрен двухместной мини-подводной лодкой JAGO. За четыре погружения были сделаны 1800 цифровых фотографий и сняты восемь часов видео.